# 普莱扎克
普莱扎克（法語：Plaizac，法語發音：[plɛzak]）是法国夏朗德省的一个旧市镇，属于干邑区。2016年，普莱扎克与市镇鲁亚克和索讷维尔合并为新的鲁亚克。

## 地理
普莱扎克（45°45'18"N, 0°7'24"W）面积3.98 平方千米，位于法国新阿基坦大区夏朗德省，该省份为法国西部内陆省份，北起德塞夫勒省和维埃纳省，东临上维埃纳省，东南至多尔多涅省，南至多爾多涅省，西接滨海夏朗德省。
与普莱扎克接壤的市镇（或旧市镇、城区）包括：马勒伊、鲁亚克、锡戈涅、沃鲁亚克。
普莱扎克的时区为UTC+01:00、UTC+02:00（夏令时）。

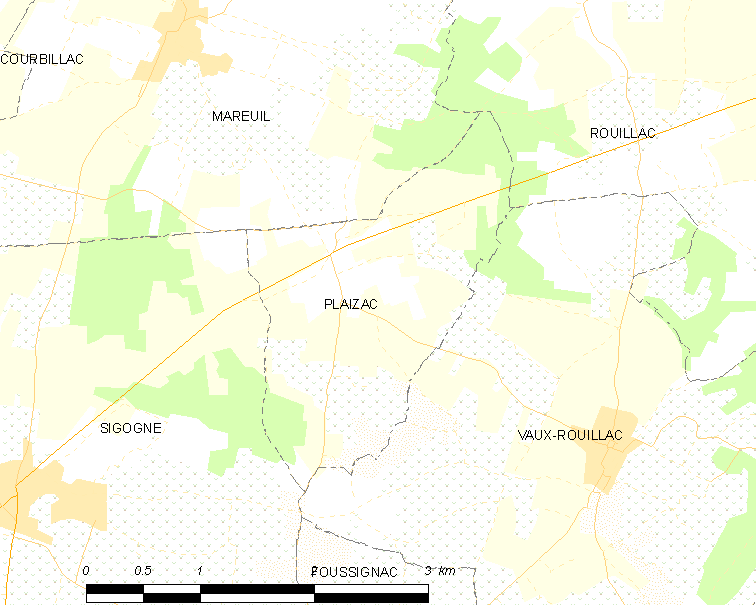
普莱扎克的OSM定位图

## 行政
普莱扎克的邮政编码为16170，INSEE市镇编码为16262。

## 政治
普莱扎克所属的省级选区为努埃尔河谷县。

## 人口

1962-2008年间普莱扎克人口变化图示

普莱扎克于2018年1月1日时的人口数量为154人。